# Conus maculospira
Espèce
Conus maculospira est une espèce de mollusques gastéropodes marins de la famille des Conidae.
Comme toutes les espèces du genre Conus, ces escargots sont prédateurs et venimeux. Ils sont capables de « piquer » les humains et doivent donc être manipulés avec précaution, voire pas du tout.

## Taxonomie

### Publication originale
L'espèce Conus maculospira a été décrite pour la première fois en 1922 par le malacologiste Henry Augustus Pilsbry.

### Synonymes
- Conus (Phasmoconus) maculospira Pilsbry, 1922 · appellation alternative
- Conus maculospira bangladeshianus da Motta, 1985 · non accepté
- Phasmoconus (Phasmoconus) maculospira (Pilsbry, 1922) · non accepté

### Sous-espèces
- Conus maculospira bangladeshianus da Motta, 1985 accepté en tant que Conus maculospira Pilsbry, 1922